# Charles Fredricks

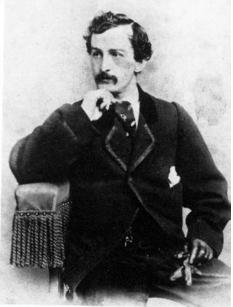
Charles Fredricks: John Wilkes Booth, cca 1862

Charles DeForest Fredricks (11. prosince 1823, New York – 25. května 1894, Woodbridge) byl inovativní americký portrétní fotograf.

## Život a dílo
Fredricks se naučil umění daguerrotypie v New Yorku od Jeremiáše Gurneyho během své práce výrobce knižních desek pro Edwarda Anthonyho. V roce 1843, na podnět svého bratra, začal Fredricks pracovat pro plavební společnost Angostura, dnes Ciudad Bolívar, Venezuela. Jeho práce ho zavedla do Pará, Montevideo a Buenos Aires. Velký úspěch měl v Jižní Americe, kde zůstal až do začátku padesátých let 19. století.
Po krátkém pobytu v Charlestonu v jižní Karolíně se Fredricks odstěhoval do Paříže. Tady se stal prvním fotografem, který vytvářel portréty v životní velikosti, které kolorovali najatí umělci.
Po návratu do New York City se vrátil k Jeremiášovi Gurneymu, ačkoli dnes není jasné, zda byl jeho partnerem či zaměstnancem. Do roku 1854 vyvíjel proces pro zvětšování fotografií. Jeho partnerství s Gurneym skončilo v roce 1855.
Svůj fotoateliér v New Yorku pojmenoval Chrám fotografie, aby přilákal co nejvíce zákazníků.
Během druhé poloviny padesátých let provozoval studio v Havaně. Tady získal ocenění za své fotografie kolorované olejovými barvami a akvarely. Během šedesátých let provozoval studio na Broadwayi, které bylo známé jeho fotografickými vizitkami. Na začátku let šedesátých Charles Fredricks osobně několikrát ve svém ateliéru fotografoval Johna Wilkese Bootha, což byl americký herec, který zavraždil prezidenta USA Abrahama Lincolna ve Fordově divadle ve Washingtonu dne 14. dubna 1865.
S fotografií skončil v roce 1889 a zemřel o pět let později.

## Galerie

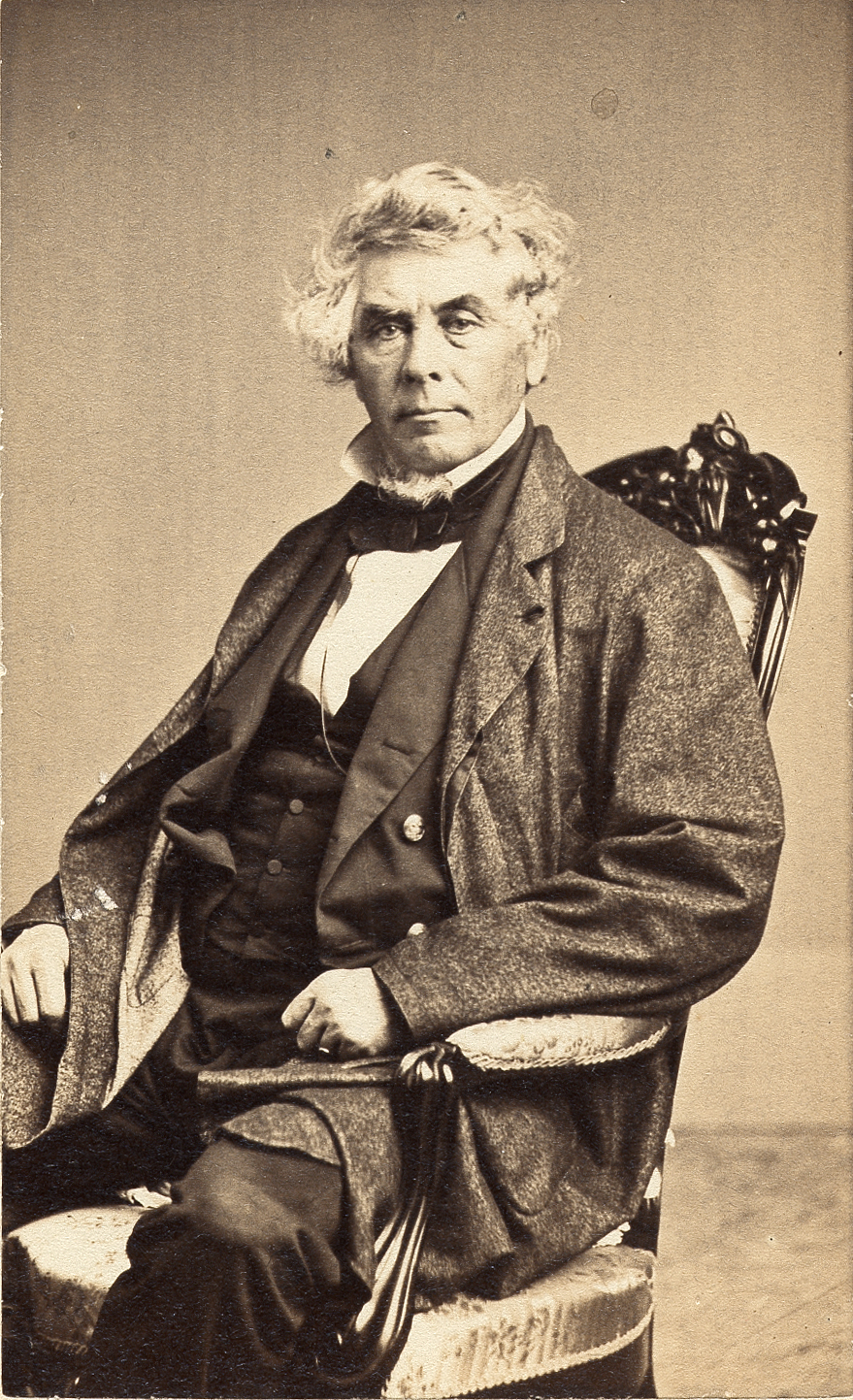
Charles Fredricks: Robert Walter Weir, circa 1864
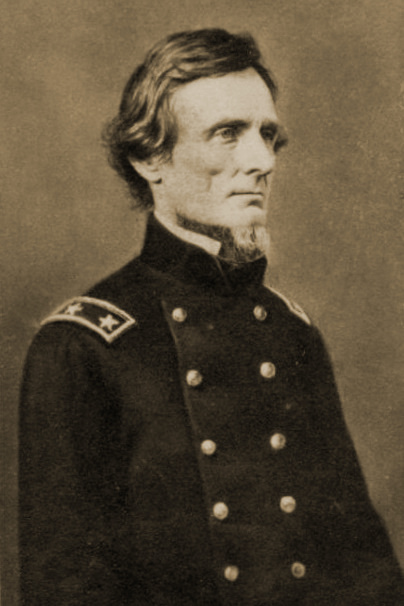
Charles D. Fredricks & Co: Jefferson Davis, léta 1860
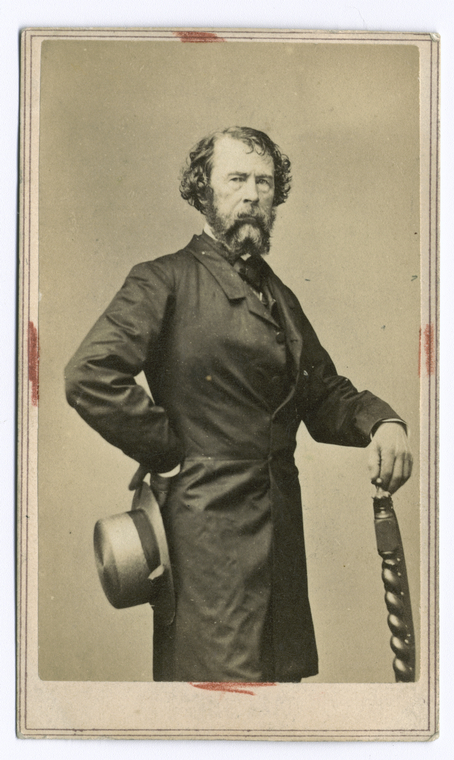
Nathaniel Parker Willis, před 1867
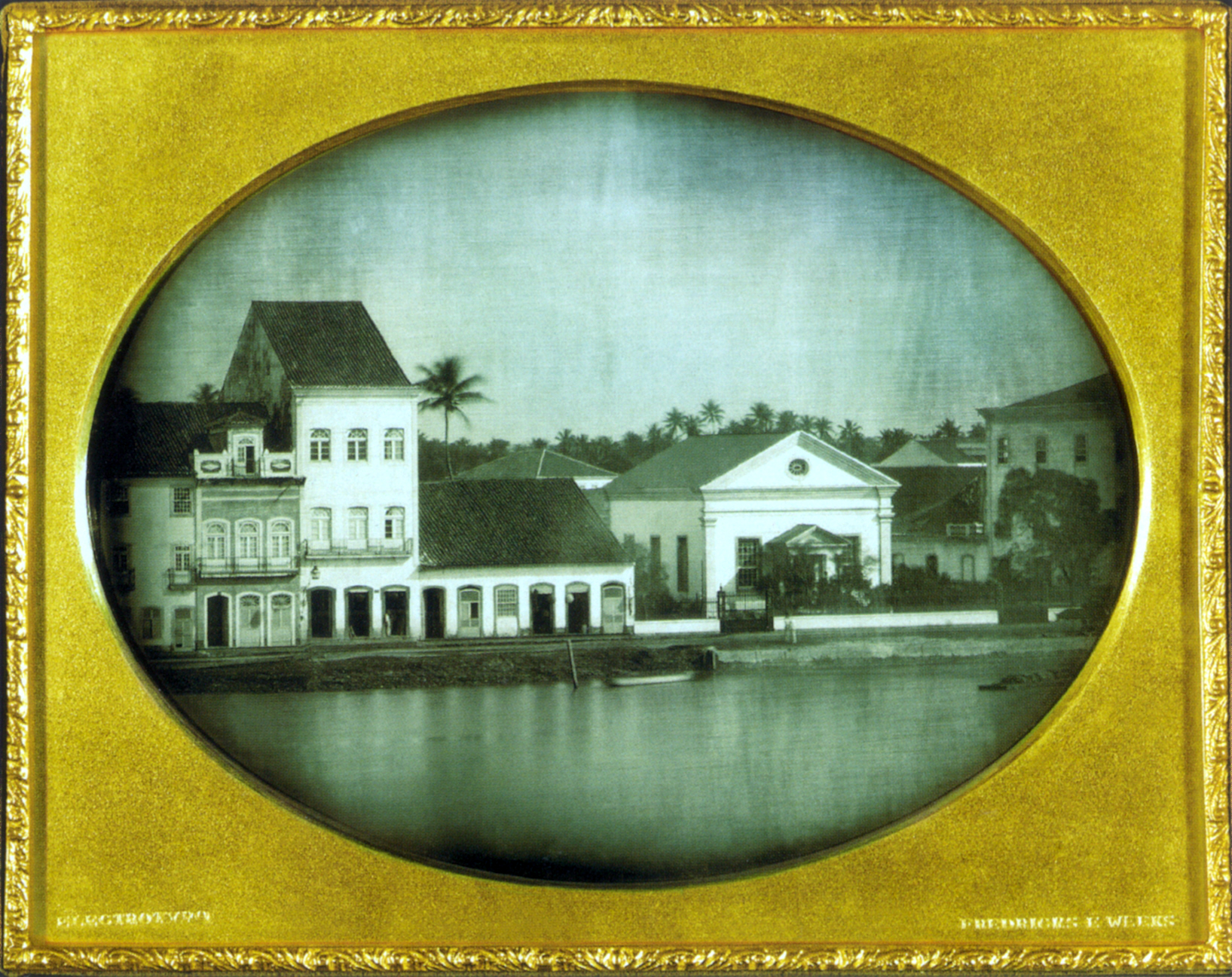
Recife, hlavní město státu Pernambuco, Brazílie, 1851
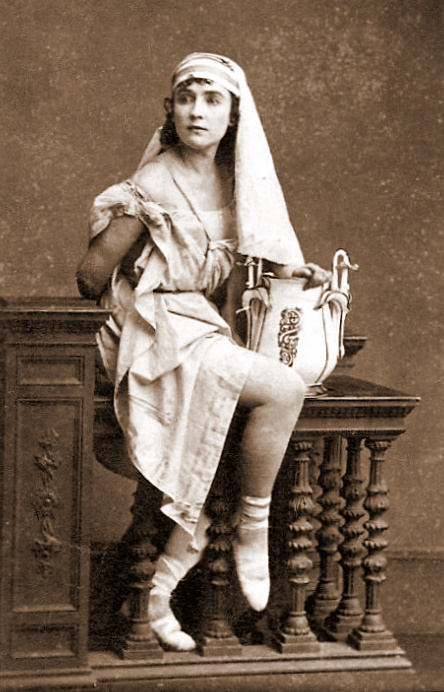
Adah Isaacs Menken